# Dynasty Warriors 5
Dynasty Warriors 5, connu au Japon sous le titre Shin Sangokumusō 4 (真・三國無双4) est un jeu vidéo de type hack 'n' slash' faisant partie de la série Dynasty Warriors, sorti en 2005 sur PlayStation 2.

## Sujet
Trois royaumes, Wei, Wu, Shu, se disputent l'hégémonie sur la Chine à la fin de la dynastie des Han. À leur tête, des leaders charismatiques, Cao Cao, Sun Jian et Liu Bei, secondés par de vaillants généraux se livrent des combats titanesques.

## Système de jeu
Dans le style Beat'em all, le joueur dirige un personnage à la tête d'une armée, il combat des centaines d'ennemis sur un champ de bataille sur lequel il peut se déplacer librement ; une carte indique les objectifs possibles (le plus souvent il s'agit d'attaquer et de vaincre un général ennemi).

## Dynasty Warriors 5: Special
Dynasty Warrior 5: Special (Shin Sangokumusō 4 Special) est une version du jeu vidéo Dynasty Warriors 5 comprenant l'extension Xtreme Legend. De plus tous les acteurs du jeu sont disponibles dès le début, et non à débloquer comme c'est le cas dans les autres versions.
Le jeu est disponible sur Windows au Japon, et sur Xbox 360 aux États-Unis.